# 贝特卢
贝特卢（西班牙語：Betelu）是西班牙纳瓦拉的一个市镇。总面积7平方公里，总人口334人（2001年），人口密度48人/平方公里。